# ۱۱۲۹ (خورشیدی)
۱۱۲۹ هزار و صد و بیست و نهمین سال هجری خورشیدی است.